# Mitchells & Butlers
Mitchells & Butlers plc (M&B) er en britisk virksomhed, der driver ca. 1.784 pubber, barer og restauranter i Storbritannien. Selskabet har hovedkvarter i Birmingham, England og er børsnoteret på London Stock Exchange. I 2022 havde de 45.508 ansatte og en omsætning på 2,208 mia britiske pund.
Deres restauranter og barer inkluderer: All Bar One, Miller & Carter, Nicholson's, Toby Carvery, Harvester, Browns Restaurants, Vintage Inns, Ember Inns, Son of Steak, Stonehouse Pizza & Grill, Crown Carveries, O'Neill's, Premium Country Pubs og Sizzling Pubs. De ejer også ALEX-brandet i Tyskland.
Mitchells & Butlers Brewery blev etableret i 1898 ved en fusion imellem to bryggerier. Mitchells & Butlers plc blev etableret 15. april 2003.